# Emigstation
«Emigstation» — российская Glam Rock- и Industrial Rock-группа. Название переводится как «Станция иммигрантов», где каждый из четверых участников — иммигрант из определённого музыкального стиля, а вместе они представляют собой симбиоз этих стилей.

## Состав
- Константин Ахметов — вокал
- Денис Трубанов — гитара
- Ян Басовский — бас, речетатив
- Роман Гущин — ударные

## История группы
Группа Emigstation образовалась в 2017 году в г. Уфа, Россия. В состав вошли: Константин Ахметов — вокал, Денис Трубанов — гитара, Ян Басовский — бас-гитара, речетатив, Роман Гущин — ударные.
В июне 2018 г. группа выпустила дебютный альбом «White Hot In The Black», получивший положительные оценки от профессиональных музыкальных критиков и от самих музыкантов: Евгений Беляев (Натиск), Ксения Сидорина, Леонид Максимов (Линда, Маврин).
Журнал Rockor сравнивает творчество группы с самим Marilyn Manson.
Альбом был выпущен российским лейблом Global Track, за продюсирование группы взялся Олег Говоров, известный по работе с Absenth и другими коллективами.
В течение года группа отыграла более ста концертов и фестивалей в поддержку альбома, деля сцену с такими коллективами, как Год Змеи, Чёрный Обелиск, Lumen, Noize MC, вышла в финал международного фестиваля Emergenza, где презентовала фит «Выстрел пистолета» совместно басистом группы «Моя Эстетика» Яном Басовским. В августе 2019 года Ян присоединился к группе, как постоянный участник.
В 2019 году группа выпустила два сингла «Romance» и «Sunset». На данный момент группа работает над вторым полноформатным альбомом и видеоклипом.
11 марта 2022 год солист группы Ильдар Ахметов найден в московской квартире мёртвым. Причина смерти суицид. Похоронен на родине в Республике Башкортостан, г.Мелеуз.

## Дискография
- 2018 — White Hot In The Black
- 2019 — Romance (single)
- 2019 — Sunset (single)